# Franz von Pitha
Franz Freiherr von Pitha (nato Jiří František Piťha; Řakom, 8 febbraio 1810 – Vienna, 29 dicembre 1875) è stato un chirurgo austriaco.

## Biografia
Nel 1836 conseguì il suo dottorato di medicina a Praga, e successivamente fu professore di chirurgia presso l'Università di Praga e presso il Josephinum a Vienna, dove fu presidente di chirurgia dal 1857 al 1874.
Durante la guerra di indipendenza italiana, Pitha era capo dei servizi medici. Pubblicò un trattato intitolato Verletzungen und Krankheiten der Extremitäten (lesioni e malattie delle estremità), a seguito delle sue esperienze di guerra.
Pitha fu molto importante per l'occupazione della cattedra di Theodor Billroth (1829-1894) presso la facoltà medica di Vienna, e con Billroth pubblicò un importante libro di testo sul un intervento chirurgico chiamato Handbuch der allgemeinen und speciellen Chirurgie mit Einschluss der topographischen Anatomie, Operations- und Verbandlehre.
Pitha era cavaliere dell'Ordine di Leopold e destinatario dell'Ordine della Corona di Ferro. Fu nobilitato nel 1859 e cresciuto rango baronale nel gennaio 1875. Aveva tre figlie con la moglie Emilia.